# Talmay
Talmay település Franciaországban, Côte-d’Or megyében. Lakosainak száma 533 fő (2022. január 1.). Talmay Essertenne-et-Cecey, Maxilly-sur-Saône, Heuilley-sur-Saône, Jancigny, Saint-Sauveur, Apremont és Germigney községekkel határos.

## Népesség
A település népessége az elmúlt években az alábbi módon változott:
| Lakosok száma | 530  | 471  | 521  | 469  | 563  | 572  | 576  | 579  | 564  | 533  |
|               | 1968 | 1982 | 1990 | 2006 | 2013 | 2015 | 2017 | 2019 | 2020 | 2022 |